# Cuscuta suaveolens
Cuscuta suaveolens là một loài thực vật có hoa trong họ Bìm bìm. Loài này được Ser. mô tả khoa học đầu tiên năm 1840.